# Karel Volf
Karel Volf (15. června 1932 Rajnochovice – 24. března 1955 Věznice Pankrác) byl český důstojník ČSA, vojenský prokurátor a protikomunistický odbojář odsouzený komunistickým režimem k trestu smrti a popravený v roce 1955.

## Život
Narodil se v roce 1932 v Rajnochovicích. V roce 1953 dezertoval z vojenského útvaru, při němž byl povolán k základní vojenské službě. Zapojil se do protikomunistického odboje, přičemž se stal členem odbojové skupiny Libuše 23, jež navazovala na činnost skupiny Hory Hostýnské. Zatčen byl v dubnu 1954 poté, co se stal obětí agenta provokatéra spolupracujícího se Státní bezpečností. V lednu 1955 byl Vyšším vojenským soudem v Trenčíně za trestné činy velezrady, loupeže a pokus o vraždu odsouzen k trestu smrti. Popraven byl v březnu 1955.
Jeho jméno je uvedeno na pamětních deskách obětí komunismu v Praze a Kroměříži.